# 库米拉机场
库米拉机场 (英語：Comilla Airport) 是一个孟加拉国吉大港专区库米拉市的一个机场，占地56英亩，设有VOR和NDB两种导航设备。